# Scouting Nederland
 (février 2024).
Si vous disposez d'ouvrages ou d'articles de référence ou si vous connaissez des sites web de qualité traitant du thème abordé ici, merci de compléter l'article en donnant les références utiles à sa vérifiabilité et en les liant à la section « Notes et références ».
Scouting Nederland, est l'association de scoutisme néerlandaise.

## Histoire
En 1973, les Nederlandse Padvinders (Éclaireurs des Pays-Bas), les Katholieke Verkenners (Scouts catholiques), les Nederlandse Gidsen (Guides des Pays-Bas, catholiques) et la Nederlandse Padvindstersgilde (Guilde des éclaireuses des Pays-Bas) fusionnent en une nouvelle entité : Scouting Nederland.

## Organisation
Elle est affiliée à l'Organisation mondiale du mouvement scout, à l'Association mondiale des guides et éclaireuses et au Forum international des scouts et guides.  
La quasi-totalité des groupes scoutes néerlandais y sont affiliés[réf. nécessaire], Scouting Nederland compte ainsi 110 000 membres dont 87 000 jeunes, ce qui en fait le plus important mouvement de jeunesse du pays[réf. nécessaire].  
L'association est entièrement non discriminative, sans aucune particularité politique, religieuse ou autre[réf. nécessaire].
L'association est divisée en 47 régions comptant chacune une trentaine de groupes, pour un total de 1100 groupes. 
Les groupes sont coéduqués et organisés en fonction de leur âge :
- Bevers (castors), garçons et filles de 5 à 7 ans,
- Welpen, (louveteaux), garçons et filles de 7 à 11 ans,
- Scouts: garçons et filles de 11 à 15 ans,
- Explorers (Pionniers): garçons et filles de 15 à 18 ans,
- Roverscouts (Compagnons), garçons et filles de 18 à 21 ans.

Il existe aux Pays-Bas également des groupes scouts marins (Waterscouts) et aussi particularité du pays, des scouts volants (Luchtscouts).